# Merapi

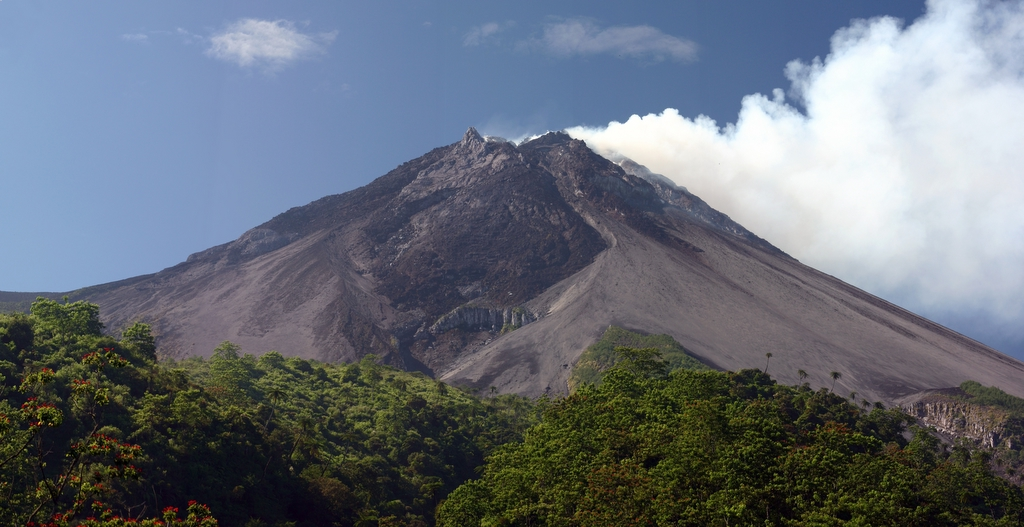
Merapi

Gunung Merapi (ind. "Muntele de Foc") este un stratovulcan situat pe insula Java, Indonezia. Piscul vulcanului atinge altitudinea de 2.914 m deasupra n.m.,  el fiind considerat printre cei mai activi și mai periculoși vulcani din lume. Merapi să nu fie confundat cu  Marapi care este un vulcan amplasat pe insula Sumatra. În credința javaneză pe munte se află un regat invizibil, regele de munte ar apăra populația de erupția vulcanului. Anual se aduc jertfe pentru a îmblânzi spiritele și demonii de pe vulcan. Vulcanologii n-au reușit să convingă și să schimbe această credință cu argumente științifice mai ales a populației din provincie.
Gunung Merapi se află în apropiere de sultanatul Yogyakarta, populația din regiune fiind în marea majoritate de credință musulmană. Erupții mai mici au loc la fiecare doi sau trei ani, printre erupțiile mai puternice se pot aminti cele din anii  1006, 1786, 1822, 1872 (cea mai intensă) și cea din  1930 când au fost distruse 13 sate și au murit din cauza piroclastelor 1400 de oameni. Ultima erupție a debutat pe 11 martie 2023 și se desfășoară în prezent.